# عباس شاهنده
عباس شاهنده (۱۲۹۲ تهران) صاحب‌امتیاز و مدیرمسئول هفته‌نامهٔ فرمان و نماینده منتخب مردم بیجار در دوره بیست و یکم مجلس شورای ملی بود.

## تولد و تحصیلات
عباس شاهنده فرزند احمد (صفاء السلطان) متولد ۱۲۹۲ شمسی در تهران بود. تحصیلات ابتدایی را در دبستان خاقانی و تحصیلات متوسطه را دبیرستان دارالفنون به پایان برد. سپس به دانشسرای مقدماتی و دانشسرای تربیت بدنی رفت و بعد از اخذ دیپلم دانشسرا به عنوان معلم در وزارت معارف استخدام شد. وی پس از مدتی به عنوان اولین رئیس پیشاهنگی تهران منصوب شد.

## خدمت نظامی
شاهنده در سال ۱۳۱۰ وارد نیروی هوائی شد اگرچه به اتهام سرقت در زندان شهربانی محبوس بود اما برای خدمت نظام تحویل نیروی هوائی گردید. او پس از خاتمه خدمت در نیروی هوائی ماند و تا رتبه استوار ۲ نیروی هوائی ارتقاء درجه پیدا کرد. سپس دوباره در سال ۱۳۱۶ به جرم سرقت اثاثیه نیروی هوائی به زندان افتاد و تا پایان دوره رضا شاه و شهریور ۱۳۲۰ در زندان بود.

## فعالیت‌های سیاسی و مطبوعاتی
پس از شهریور ۱۳۲۰ نشریه فرمان را منتشر ساخت. شاهنده خبرنگار اطلاعات و نویسندهٔ روزنامهٔ آتش و سردبیر روزنامهٔ ستاره هم بوده است.
او عضو حزب توده و جبهه آزادی بوده و در نشریه خود از این حزب حمایت می‌کرد. با آغاز نخست‌وزیر احمد قوام وی به طرفداری از قوام و شاه حرکت کرده و به حامیان آنان پیوست. او عضو کمیته مرکزی حزب دموکرات ایران و رئیس تشکیلات تهران شد. در برابر قوام او را از وزارت فرهنگ به نخست‌وزیری منتقل و مأمور تشکیل و سازماندهی اتحادیهٔ سندیکاهای کارگری ایران کرد. پس از این انتصاب در سال ۱۳۲۵ شاهنده نام روزنامه خود را از فرمان به فرمان کارگران تغییر داد.
پس از سقوط قوام او از نخست‌وزیری به شهرداری منتقل شده و به سمت‌هایی مانند مدیر کل خواربار شهر تهران، مدیریت کل بازرسی شهرداری و در زمان نخست‌وزیری حاجعلی رزم‌آرا با حفظ سمت به مقام معاونت شهرداری تهران منصوب شد. او از فعالان در ناآرامی‌های ۲۸ مرداد بود و در حمله به رادیو نقض مؤثری داشت.
پس از ختم غائله آذربایجان و کردستان، شاهنده از نخست‌وزیری به تشکیلات شهرداری تهران انتقال یافت و در سال ۱۳۲۶ به سمت مدیر کل خواربار شهر تهران منصوب شد. شاهنده پس از برکناری از مقام مدیریت خواربار شهر تهران به مقام مدیریت کل بازرسی شهرداری رسید و در زمان نخست‌وزیری حاجعلی رزم‌آرا با حفظ سمت به مقام معاونت شهرداری تهران نیز دست یافت. وی مدعی بود که در جریان کودتای ۲۸ مرداد ۱۳۳۲ جزو اولین کسانی بوده است که به همراه سرهنگ پهلوان، مهدی میراشرافی و احمد فرامرزی و گروهی از مردم عادی مانند شعبان جعفری به فرستندهٔ رادیو تهران حمله کرده و پس از تصرف آن سقوط حکومت دکتر مصدق را اعلام داشته است. پس از بازپسگیری قدرت از مصدق، او در بیشتر سفرهای شاه و نخست زیران وقت به عنوان رئیس هیئت مطبوعاتی به همراه آنان بود. در سال ۱۳۴۲ به دستور شاه جهانگیر تفضلی، مدیر روزنامهٔ ایران ما و وزیر مشاور و سرپرست انتشارات دولت اجازه فعالیت ۷۱ نشریه و روزنامه را لغو کرد. اگرچه فرمان در مرحله نخست جزء همین نشریات بود اما به دستور تیمسار نصیری و تأیید دربار مجوز او دوباره صادر شد.

## شبکه بدامن
شاهنده از اعضای شبکه بدامن بود.

## نمایندگی مجلس
شاهنده در انتخابات دورهٔ بیست و یکم مجلس شورای ملی به نمایندگی از مردم بیجار وارد مجلس شد اما اعتبار نامه او مورد تصویب قرار نگرفت.
شاهنده پس از عضویت در حزب توده و حزب دموکرات قوام و عضو جمعیت یاران وابسته به دکتر منوچهر اقبال به عضویت حزب میلیون و بعد حزب ایران نوین و سپس حزب واحد رستاخیز در می‌آید. وی عضویت شاخه مطبوعاتی حزب ایران نوین را بر عهده داشته و مدتی نیز رئیس انجمن‌های شهر استان مرکزی بود. و به پاس فعالیت‌های در جشن‌های ۲۵۰۰ ساله نشان «جشن شاهنشاهی» دریافت کرد.
بهمن شاهنده نماینده دورهای ۲۲ وو ۲۳ مجلس شورای ملی از شهرستان بیجار فرزند او بود.

## پس ازانقلاب ۵۷
بعد از انقلاب شاهنده روزنامه فرمان بازار و نیز فرمان نشریهٔ سیاسی کردستان منتشر کرد اما فرمان به‌علت اهانت به هیئت دولت، توقیف شد.

## کتابها
- انگلستان گهواره دموکراسی -۱۳۳۹
- یادداشتهای سفر اسرائیل[۱۲]
- آلمان بعد از جنگ
- تاریخ طلائی - ناشر: روزنامه فرمان- سال انتشار: ۱۳۵۳